# EMD G22CU
La EMD G22CU es un modelo de locomotora diésel-eléctrica diseñada y construida por la Electro-Motive Division de General Motors para su exportación a diferentes países. Sirve para vías de trocha angosta. Fue producida por varios licenciatarios, y exportada a muchos países incluyendo Argentina, Australia, Brasil, Corea del Sur, Egipto, Irán, Nueva Zelanda, Nigeria, Pakistán, Yugoslavia y Taiwán.
Las locomotoras tipo G22 fueron construidas originalmente en 1967 con la perspectiva de destinarlas al mercado de exportación. Por tal razón llevaban un peso por eje reducido. La versión CU lleva una configuración Co'Co' de motores de tracción, y tiene una trocha de 1 metro. Su motor principal es un diésel EMD 12-645 de aspiración normal (sin turbocompresor) con una potencia bruta de 1650 HP y una efectiva para tracción de 1500 HP (1118 kW).

## Argentina
Este modelo fue parte de un pedido de 250 locomotoras hecho a General Motors para Ferrocarriles Argentinos. De estos equipos, 96 correspondían al modelo G22CU y fueron entregados a partir del año 1972, reemplazando a las English Electric y otras diésel-eléctricas. Las primeras 20 fueron fabricadas en la planta de EMD en La Grange (Illinois), Estados Unidos y entregadas en los meses de abril y mayo de 1972, con numeración de serie 37736-37755. Otras cinco del modelo CU-2 se construyeron en la planta de London (Ontario), Canadá en 1997 para la concesionaria privada Metropolitano, que las destino a los servicios locales de la Línea Belgrano Sur. Las restantes, modelo EMD G22CW, fueron fabricadas en Argentina en los Astilleros Argentinos Río de la Plata (ASTARSA) de San Fernando (Buenos Aires), ya que el astillero tenía licencia de General Motors.
Al comienzo fueron asignadas para el transporte suburbano de pasajeros en el área metropolitana de Buenos Aires. Luego muchas de ellas fueron enviadas al norte del país, donde prestaron servicio entre varias ciudades incluyendo Salta, Resistencia, Embarcación, Formosa y San Miguel de Tucumán. Las veinte G22CU del Ferrocarril General Belgrano conformaron la Serie DE.627, y se les asignaron los números 7701 a 7720. Cuando Ferrocarriles Argentinos fue privatizada y desguazada a comienzos de los años 1990, las locomotoras fueron entregadas a diferentes compañías incluyendo Ferrovías (servicio local suburbano del norte de Buenos Aires), y Belgrano Cargas (servicio de cargas). Un gran número de estas locomotoras se encontraba aún en servicio en 2009.

## Brasil
Las 24 unidades introducidas en Brasil fueron fabricadas por la compañía española MACOSA bajo licencia EMD, durante los primeros años de la década de 1970. La empresa estatal ferroviaria brasileña, RFFSA las destinó a la 13.ª Divisão Rio Grande do Sul en 1971, y su numeración original fue 6201 a 6224. Con la llegada de 36 EMD G26CU para esta división en 1974, las G22 fueron transferidas a la 11.ª Divisão Paraná-Santa Catarina. Volvieron a circular Rio Grande do Sul a partir de 1997, después de la privatización de la RFFSA.

## Taiwán

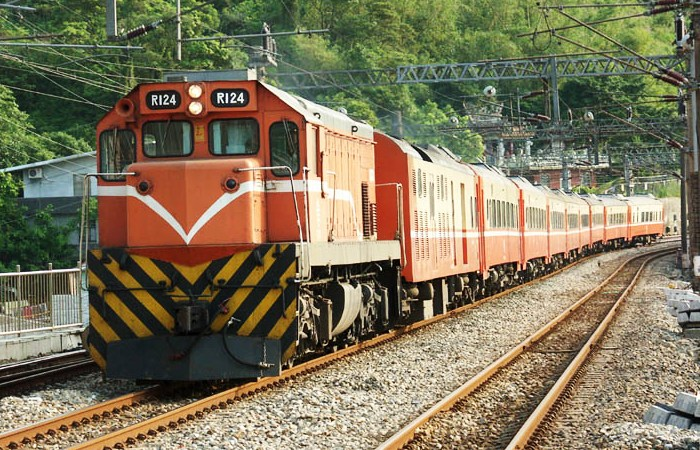
EMD G22CU en servicio en TRA, Taiwán.

Para mejorar la eficacia del transporte, la Administración de Ferrocarriles de Taiwán compró 20 G22CU de GM-EMD en 1973. Se denominaron serie «R150» y se numeraron de R151 a R170 (serie EMD: 712755-712764 y 713120-713129). Toda la serie R150 llegó a Taiwán entre 1973 y 1974. En 1982, se compraron cinco G22CU más (R171-R175, serie EMD: 818016-1 a 818016-5). Actualmente, su escenario principal es la línea East-Trunk (東部幹線, desde la estación Badu hasta la estación Taitung, incluida la línea Yilan, la línea North-Link y Línea Taitung).
Una de las locomotoras, la R164, se retiró del servicio después de un accidente en 2001.

## Locomotoras relacionadas
Estas locomotoras son similares a la EMD G22CW, la cual es para trocha estándar o ancha.